# 이상한 나라의 앨리스 (1972년 영화)
이상한 나라의 앨리스(Alice's Adventures In Wonderland)는 영국에서 제작된 윌리엄 스털링 감독의 1972년 영화이다. 피오나 풀러튼 등이 주연으로 출연하였다.

## 출연

### 주연
- 피오나 풀러튼
- 마이클 크로포드

### 조연
- 랠프 리처드슨
- 피터 셀러스
- 플로라 롭슨
- 로버트 헬프만
- 더들리 무어
- 스파이크 밀리건
- 마이클 제이스톤

## 제작진
- 원작자: 루이스 캐럴
- 미술: 마이클 스트링거
- 의상: 안소니 멘들슨